# Campionati mondiali di snowboard 2021
I Campionati mondiali di snowboard 2021, 14ª edizione della manifestazione organizzata dalla Federazione internazionale sci e snowboard, si sono svolti tra il 9 febbraio e il 16 marzo a Idre Fjäll in Svezia, Rogla in Slovenia e Aspen in America.
Si sarebbero dovuti svolgere a Zhangjiakou, in Cina, ma a causa della Pandemia di COVID-19 sono stati ricollocati: a Idre Fjäll si sono tenute le gare si snowboard cross, a Rogla quelle di slalom parallelo e slalom gigante parallelo e ad Aspen quelle di halfpipe, slopestyle e big air.

## Programma
| Giorno      | Gara                                      |
| ----------- | ----------------------------------------- |
| 9 febbraio  | Snowboard cross - Qualificazioni          |
| 11 febbraio | Snowboard cross - Finale                  |
| 12 febbraio | Snowboard cross a squadre - Finale        |
| 1º marzo    | Slalom gigante parallelo - Qualificazioni |
| 1º marzo    | Slalom gigante parallelo - Finale         |
| 2 marzo     | Slalom parallelo - Qualificazioni         |
| 2 marzo     | Slalom parallelo - Finale                 |
| 10 marzo    | Slopestyle - Qualificazioni               |
| 11 marzo    | Halfpipe - Qualificazioni                 |
| 12 marzo    | Slopestyle - Finale                       |
| 13 marzo    | Halfpipe - Finale                         |
| 14 marzo    | Big air - Qualificazioni                  |
| 16 marzo    | Big air - Finale                          |

## Risultati

### Uomini

#### Slalom gigante parallelo
| Pos. | Atleta             | Nazione       |
| ---- | ------------------ | ------------- |
| 1    | Dmitrij Loginov    | RSF           |
| 2    | Roland Fischnaller | Italia        |
| 3    | Andrej Sobolev     | RSF           |
| 4    | Kim Sang-kyum      | Corea del Sud |
| 5    | Nevin Galmarini    | Svizzera      |
| 6    | Lukas Mathies      | Austria       |
| 7    | Aaron March        | Italia        |
| 8    | Michał Nowaczyk    | Polonia       |
| 9    | Igor' Sluev        | RSF           |
| 10   | Mirko Felicetti    | Italia        |

#### Slalom parallelo
| Pos. | Atleta             | Nazione       |
| ---- | ------------------ | ------------- |
| 1    | Benjamin Karl      | Austria       |
| 2    | Andreas Prommegger | Austria       |
| 3    | Dmitrij Loginov    | RSF           |
| 4    | Andrej Sobolev     | RSF           |
| 5    | Lee Sang-ho        | Corea del Sud |
| 6    | Michał Nowaczyk    | Polonia       |
| 7    | Oskar Kwiatkowski  | Polonia       |
| 8    | Dario Caviezel     | Svizzera      |
| 9    | Nevin Galmarini    | Svizzera      |
| 10   | Alexander Payer    | Austria       |

#### Snowboard cross
| Pos. | Atleta              | Nazione     |
| ---- | ------------------- | ----------- |
| 1    | Lucas Eguibar       | Spagna      |
| 2    | Alessandro Hämmerle | Austria     |
| 3    | Éliot Grondin       | Canada      |
| 4    | Jakob Dusek         | Austria     |
| 5    | Martin Nörl         | Germania    |
| 6    | Paul Berg           | Germania    |
| 7    | Merlin Surget       | Francia     |
| 8    | Liam Moffatt        | Canada      |
| 9    | Jake Vedder         | Stati Uniti |
| 10   | Glenn de Blois      | Paesi Bassi |

#### Halfpipe
| Pos. | Atleta           | Nazione     | Punteggio |
| ---- | ---------------- | ----------- | --------- |
| 1    | Yūto Totsuka     | Giappone    | 96.25     |
| 2    | Scotty James     | Australia   | 90.50     |
| 3    | Jan Scherrer     | Svizzera    | 87.00     |
| 4    | David Hablützel  | Svizzera    | 81.50     |
| 5    | Chase Josey      | Stati Uniti | 81.00     |
| 6    | Chase Blackwell  | Stati Uniti | 80.50     |
| 7    | André Höflich    | Germania    | 79.75     |
| 8    | Taylor Gold      | Stati Uniti | 78.25     |
| 9    | Raibu Katayama   | Giappone    | 36.25     |
| 10   | Derek Livingston | Canada      | 29.25     |

#### Slopestyle
| Pos. | Atleta             | Nazione     | Punteggio |
| ---- | ------------------ | ----------- | --------- |
| 1    | Marcus Kleveland   | Norvegia    | 90.66     |
| 2    | Sébastien Toutant  | Canada      | 82.53     |
| 3    | Rene Rinnekangas   | Finlandia   | 82.51     |
| 4    | Redmond Gerard     | Stati Uniti | 82.28     |
| 5    | Kaito Hamada       | Giappone    | 80.23     |
| 6    | Maxence Parrot     | Canada      | 78.60     |
| 7    | Dusty Henricksen   | Stati Uniti | 77.90     |
| 8    | Hiroaki Kunitake   | Giappone    | 77.76     |
| 9    | Ruki Tobita        | Giappone    | 74.85     |
| 10   | Leon Vockensperger | Germania    | 74.21     |

#### Big air
| Pos. | Atleta           | Nazione     | Punteggio |
| ---- | ---------------- | ----------- | --------- |
| 1    | Mark McMorris    | Canada      | 179.25    |
| 2    | Maxence Parrot   | Canada      | 178.25    |
| 3    | Marcus Kleveland | Norvegia    | 176.25    |
| 4    | Ruki Tobita      | Giappone    | 166.50    |
| 5    | Kaito Hamada     | Giappone    | 166.25    |
| 6    | Emiliano Lauzi   | Italia      | 160.75    |
| 7    | Justus Henkes    | Stati Uniti | 152.00    |
| 8    | Ståle Sandbech   | Norvegia    | 136.50    |
| 9    | Rene Rinnekangas | Finlandia   | 116.50    |
| 10   | Matthew Cox      | Australia   | 111.50    |

### Donne

#### Slalom gigante parallelo
| Pos. | Atleta                     | Nazione  |
| ---- | -------------------------- | -------- |
| 1    | Selina Jörg                | Germania |
| 2    | Sofija Nadyršina           | RSF      |
| 3    | Julia Dujmovits            | Austria  |
| 4    | Claudia Riegler            | Austria  |
| 5    | Ramona Theresia Hofmeister | Germania |
| 6    | Cheyenne Loch              | Germania |
| 7    | Tomoka Takeuchi            | Giappone |
| 8    | Megan Farrell              | Canada   |
| 9    | Julie Zogg                 | Svizzera |
| 10   | Sabine Schöffmann          | Austria  |

#### Slalom parallelo
| Pos. | Atleta                     | Nazione  |
| ---- | -------------------------- | -------- |
| 1    | Sofija Nadyršina           | RSF      |
| 2    | Ramona Theresia Hofmeister | Germania |
| 3    | Selina Jörg                | Germania |
| 4    | Megan Farrell              | Canada   |
| 5    | Cheyenne Loch              | Germania |
| 6    | Natal'ja Soboleva          | RSF      |
| 7    | Julia Dujmovits            | Austria  |
| 8    | Claudia Riegler            | Austria  |
| 9    | Julie Zogg                 | Svizzera |
| 10   | Carolin Langenhorst        | Germania |

#### Snowboard cross
| Pos. | Atleta             | Nazione     |
| ---- | ------------------ | ----------- |
| 1    | Charlotte Bankes   | Regno Unito |
| 2    | Michela Moioli     | Italia      |
| 3    | Eva Samková        | Rep. Ceca   |
| 4    | Belle Brockhoff    | Australia   |
| 5    | Lara Casanova      | Svizzera    |
| 6    | Stacy Gaskill      | Stati Uniti |
| 7    | Chloé Trespeuch    | Francia     |
| 8    | Kristina Paul'     | RSF         |
| 9    | Lindsey Jacobellis | Stati Uniti |
| 10   | Raffaella Brutto   | Italia      |

#### Halfpipe
| Pos. | Atleta            | Nazione     | Punteggio |
| ---- | ----------------- | ----------- | --------- |
| 1    | Chloe Kim         | Stati Uniti | 93.75     |
| 2    | Maddie Mastro     | Stati Uniti | 89.00     |
| 3    | Queralt Castellet | Spagna      | 87.50     |
| 4    | Sena Tomita       | Giappone    | 86.50     |
| 5    | Haruna Matsumoto  | Giappone    | 77.25     |
| 6    | Mitsuki Ono       | Giappone    | 74.50     |
| 7    | Elizabeth Hosking | Canada      | 70.50     |
| 8    | Kurumi Imai       | Giappone    | 64.25     |
| 9    | Leilani Ettel     | Germania    | 60.00     |
| 10   | Emily Arthur      | Australia   | 55.75     |

#### Slopestyle
| Pos. | Atleta               | Nazione       | Punteggio |
| ---- | -------------------- | ------------- | --------- |
| 1    | Zoi Sadowski-Synnott | Nuova Zelanda | 85.95     |
| 2    | Jamie Anderson       | Stati Uniti   | 81.10     |
| 3    | Tess Coady           | Australia     | 78.13     |
| 4    | Enni Rukajärvi       | Finlandia     | 77.90     |
| 5    | Kokomo Murase        | Giappone      | 77.08     |
| 6    | Anna Gasser          | Austria       | 76.96     |
| 7    | Annika Morgan        | Germania      | 70.16     |
| 8    | Cool Wakushima       | Nuova Zelanda | 67.91     |
| 9    | Loranne Smans        | Belgio        | 79.25     |
| 10   | Melissa Peperkamp    | Paesi Bassi   | 76.75     |

#### Big air
| Pos. | Atleta               | Nazione       | Punteggio |
| ---- | -------------------- | ------------- | --------- |
| 1    | Laurie Blouin        | Canada        | 177.75    |
| 2    | Zoi Sadowski-Synnott | Nuova Zelanda | 176.75    |
| 3    | Miyabi Onitsuka      | Giappone      | 174.75    |
| 4    | Anna Gasser          | Austria       | 170.25    |
| 5    | Tess Coady           | Australia     | 151.75    |
| 6    | Kokomo Murase        | Giappone      | 110.25    |
| 7    | Jamie Anderson       | Stati Uniti   | 90.00     |
| 8    | Reira Iwabuchi       | Giappone      | 61.75     |
| 9    | Annika Morgan        | Germania      | 74.50     |
| 10   | Klaudia Medlová      | Slovacchia    | 72.25     |

### Misto

#### Snowboard cross a squadre
| Pos. | Nazione       | Atleti                                            |
| ---- | ------------- | ------------------------------------------------- |
| 1    | Australia 1   | Jarryd Hughes Belle Brockhoff                     |
| 2    | Italia 1      | Lorenzo Sommariva Michela Moioli                  |
| 3    | Francia 2     | Léo Le Blé Jaques Julia Pereira de Sousa-Mabileau |
| 4    | Stati Uniti 1 | Hagen Kearney Faye Gulini                         |
| 5    | Rep. Ceca 1   | Jan Kubičík Eva Samková                           |
| 6    | Italia 2      | Omar Visintin Raffaella Brutto                    |
| 7    | Austria 1     | Jakob Dusek Pia Zerkhold                          |
| 8    | Canada 2      | Liam Moffatt Zoe Bergermann                       |
| 9    | Francia 1     | Merlin Surget Chloé Trespeuch                     |
| 10   | Stati Uniti 2 | Alex Deibold Stacy Gaskill                        |

## Medagliere
| Pos.   | Paese         | Oro | Argento | Bronzo | Totale |
| ------ | ------------- | --- | ------- | ------ | ------ |
| 1      | RSF           | 2   | 1       | 2      | 5      |
| 2      | Austria       | 1   | 2       | 1      | 4      |
| 3      | Stati Uniti   | 1   | 2       | 0      | 3      |
| 4      | Germania      | 1   | 1       | 1      | 3      |
| 4      | Australia     | 1   | 1       | 1      | 3      |
| 6      | Spagna        | 1   | 0       | 1      | 2      |
| 7      | Giappone      | 1   | 0       | 0      | 1      |
| 7      | Gran Bretagna | 1   | 0       | 0      | 1      |
| 7      | Norvegia      | 1   | 0       | 0      | 1      |
| 7      | Nuova Zelanda | 1   | 0       | 0      | 1      |
| 11     | Italia        | 0   | 3       | 0      | 3      |
| 12     | Canada        | 0   | 1       | 1      | 2      |
| 13     | Rep. Ceca     | 0   | 0       | 1      | 1      |
| 13     | Finlandia     | 0   | 0       | 1      | 1      |
| 13     | Francia       | 0   | 0       | 1      | 1      |
| 13     | Svizzera      | 0   | 0       | 1      | 1      |
| Totale | Totale        | 11  | 11      | 11     | 33     |